# Scott Z. Burns
Scott Z. Burns (Golden Valley, 1962) is een Amerikaans scenarioschrijver, producent en regisseur. Hij werkt regelmatig samen met regisseur Steven Soderbergh.

## Carrière
Scott Z. Burns werd in 1962 geboren in Golden Valley (Minnesota). Hij studeerde aan de Universiteit van Minnesota. Nadien ging aan de slag in de reclame-industrie. Hij werkte mee aan de bekende Got Milk?-campagne.
Nadien maakte hij de overstap naar de filmindustrie. Burns begon met het schrijven, regisseren en produceren van korte films. In 2006 was hij ook als uitvoerend producent betrokken bij de documentaire An Inconvenient Truth, die met een Oscar bekroond werd. Een jaar later regisseerde hij ook een aflevering van de tv-serie Californication.
Nadien werd hij vooral bekend als scenarioschrijver. Burns schreef mee aan het script voor de thriller The Bourne Ultimatum (2007). In de daaropvolgende jaren schreef hij onder meer The Informant! (2009) en Contagion (2011) voor regisseur Steven Soderbergh. In 2018 schreef en produceerde hij met The Mercy een biografische film over zeiler Donald Crowhurst.

## Filmografie
| Jaar | Titel                                         | Regisseur | Scenarist | Producent |
| ---- | --------------------------------------------- | --------- | --------- | --------- |
| 2006 | Pu-239                                        |           |           |           |
| 2006 | An Inconvenient Truth (docu)                  |           |           |           |
| 2007 | The Bourne Ultimatum                          |           |           |           |
| 2009 | The Informant!                                |           |           |           |
| 2011 | Contagion                                     |           |           |           |
| 2013 | Side Effects                                  |           |           |           |
| 2017 | An Inconvenient Sequel: Truth to Power (docu) |           |           |           |
| 2018 | The Mercy                                     |           |           |           |
| 2019 | The Report                                    |           |           |           |
| 2019 | The Laundromat                                |           |           |           |